# عيد الشكر
عيد الشكر (بالإنجليزية: Thanksgiving)‏ إجازة وطنية في الولايات المتحدة الأمريكية وكندا، لشكر النعم وللشكر على حصاد العام الذي أشرف
على نهايته.
في الولايات المتحدة يحتفل بها في الخميس الرابع من شهر نوفمبر من كل عام، وفي كندا في الإثنين الثاني من شهر أكتوبر. تقام احتفالات وأعياد مشابهة في أماكن مختلفة من العالم وفي أوقات مختلفة، لعيد الشكر جذور دينية وجذور ثقافية رغم ذلك يحتفل به حاليا بطريقة علمانية.

## تاريخ الاحتفال بالعيد
تعتبر صلوات الشكر ومراسم عيد الشكر الخاصة مشتركةً بين جميع الديانات تقريبًا، بعد الحصاد وفي أوقات أخرى. تاريخ عطلة عيد الشكر في أمريكا الشمالية متجذر في التقاليد الإنكليزية، ويرجع تاريخه إلى الإصلاح البروتستانتي. لدى عيد الشكر أيضًا بعض مظاهر مهرجان الحصاد، على الرغم من أن الحصاد في نيو إنجلاند يحصل في وقت متأخر، قبل نهايات شهر نوفمبر التي يُحتفل فيه بعيد الشكر الحديث.
في التقاليد الإنجليزية، أصبح عيد الشكر والخدمات الدينية الخاصة به، مهمة في الإصلاح الإنجليزي، في عهد هنري الثامن، وأيضًا كرد فعلٍ على العدد الكبير للعطل الدينية في التقويم الكاثوليكي.
كان يوجد 95 عطلة كنسية قبل عام 1536، إضافة إلى 52 يوم أحد، وذلك عندما كان مطلوبًا من العامة أن يذهبوا إلى الكنيسة ويمتنعوا عن العمل وأحيانًا يدفعوا تكاليف الاحتفالات الباهظة. خفّضت إصلاحات عام 1536 عدد أيام العطل الكنَسيّة إلى 27 يوم، لكن بعض التطهيريين أرادوا إلغاء العطل الكنسية جميعًا بشكل كامل، بما فيها عيد الميلاد وعيد الفصح. كان من المقرر استبدال العطل بأيام خاصة تُسمى، أيام الصيام وأيام الشكر، وذلك استجابةً للأحداث التي اعتبرها التطهيريون من صنائع العناية الإلهية. استدعت الكوارث والمصائب غير المتوقعة، الناتجة عن غضب السماء، وجود أيام صيام. واستدعت النعم الإلهية، التي تعتبر قادمة من عند الرب، وجود أيام شكر. على سبيل المثال، استُدعيت أيام الصيام بسبب الجفاف في عام 1611، وبسبب الفيضانات في عام 1613، وبسبب الطاعون في عامي 1604 و1622. أما أيام الشكر فقد استُدعيت بعد الانتصار على الأرمادا الإسبانية في عام 1588، وبعد ولادة الملكة آن في عام 1705. بدأ احتفال سنوي استثنائي بيوم عيد الشكر في عام 1606، بعد فشل مؤامرة البارود في عام 1605 والذي تطور فيما بعد ليصبح يوم جاي فوكس في 5 نوفمبر.
ومنذ ذلك التاريخ بات الاحتفال بعيد الشكر من التراث الاميركي مناسبة اجتماع ولقاء. وفي عام 1941 أقر الكونغرس الأميركي الاحتفال بهذا العيد الخميس الذي يأتي قبل السبت الأخير من شهر نوفمبر من كل عام. في هذه العطلة أو العيد تجتمع العائلة الأمريكية وأسلافهم من المجاعة والهلاك وهم جالسون على مائدة عامرة. من الطريف أن الآلاف من الدجاج والديوك الرومية تُطبخ ولا يترك إلا ديك رومي واحد حي يقدم هدية إلى رئيس الأمريكي فيعفو عنه من أن يُأكل.